# 5 Kaukaski Pułk Strzelców (Imperium Rosyjskie)
5 Kaukaski pułk strzelców (ros. 5-й Кавказский стрелковый полк) – oddział piechoty armii Imperium Rosyjskiego.

## Charakterystyka
Sformowany w 1831. Stacjonował między innymi w Erywaniu.
W przededniu I wojny światowej pułk etatowo posiadał dwa bataliony po cztery kompanie oraz kompanię tyłową. Kompania piechoty czasu wojny liczyła około 240 żołnierzy i 4–5 oficerów. Na szczeblu pułku występował także pododdział karabinów maszynowych (8 km), łączności (w tym 14 konnych gońców i 21 telefonistów) i zwiadowczy (64 zwiadowców, w tym 4 kolarzy).

## Podporządkowanie
Lipiec 1914:
- 2 Kaukaski Korpus Armijny – Tbilisi[7]
  - 2 Kaukaska Brygada Strzelców – Erywań
    - 5 Kaukaski pułk strzelców – Erywań